# 3-as főút (Magyarország)
A 3-as számú főút Budapesttől Tornyosnémetiig ér. Hossza 247 km.

## Útvonala
Az út Budapesten indul, majd Kistarcsa, Kerepes településeken halad át. Kerepes után északkeleti irányban átszeli a Mogyoródi-dombságot és a Gödöllői-dombságot is.
Gödöllőt követően az út kelet felé tart, a Mátra hegységet és a Bükk-vidék központi tömbjét délről kerüli ki. Mezőkövesdnél az út északnak fordul, egészen Borsod-Abaúj-Zemplén vármegye székhelyéig, Miskolcig. A városban ugyan kelet felé fordul a Búza térnél, de onnan kiérve a főútvonal ismét északkeleti irányt vesz fel.
A magyar-szlovák határhoz közeledve a Cserehát mellett halad, de a Hernád völgyének másik oldalán található Zempléni-hegység is látható az útról.
A határátkelőhely Tornyosnémeti mellett van, de mivel mindkét ország része a Schengeni övezetnek, nincs határellenőrzés. Szlovákia területén 68-as számot viseli az út, de a határtól indul az R4-es autóút is Kassa felé.

## Története
1934-ben a kereskedelem- és közlekedésügyi miniszter 70 846/1934. számú rendelete teljes hosszában elsőrendű főúttá nyilvánította, a maival egyező, 3-as útszámozással. Az út akkori nyomvonala csekély eltérésektől eltekintve – mint például a füzesabonyi, mezőkövesdi vagy nyékládházi elkerülő szakaszok, a miskolci belterületi nyomvonal-korrekciók stb., amelyek abban az időben még nem léteztek – már lényegében azonos volt a jelenlegivel. A legnagyobb eltérés az akkori és a jelenkori nyomvonal között Detk-Halmajugra-Karácsond térségében mutatkozik, ahol az időközben beindított lignitbányászat miatt a korábban majdnem egyenes nyomvonalat dél felé egy több kilométernyi sugarú ívre terelték el.
A második világháború éveiben, az első és második bécsi döntést követő időszakban Kassáig hosszabbították meg.
Egy dátum nélküli, feltehetőleg 1950 körül készült közúthálózati térkép lényegében ugyanúgy tünteti fel, mint az 1934-es rendelet alapján 1937-ben kiadott, a fenti linkről elérhető közlekedési térkép.

## Települései
Kistarcsa, Kerepes, Gödöllő, Aszód, Kerekharaszt, Hatvan, Hort, Gyöngyös, Kápolna, Kerecsend, Füzesabony, Szihalom, Mezőkövesd, Mezőnyárád, Bükkábrány, Vatta, Emőd, Nyékládháza, Mályi, Miskolc, Felsőzsolca, Szikszó, Aszaló, Csobád, Forró, Méra, Novajidrány, Garadna, Hernádszurdok, Hidasnémeti, Tornyosnémeti.

## Kereszteződések, pihenőhelyek és hidak

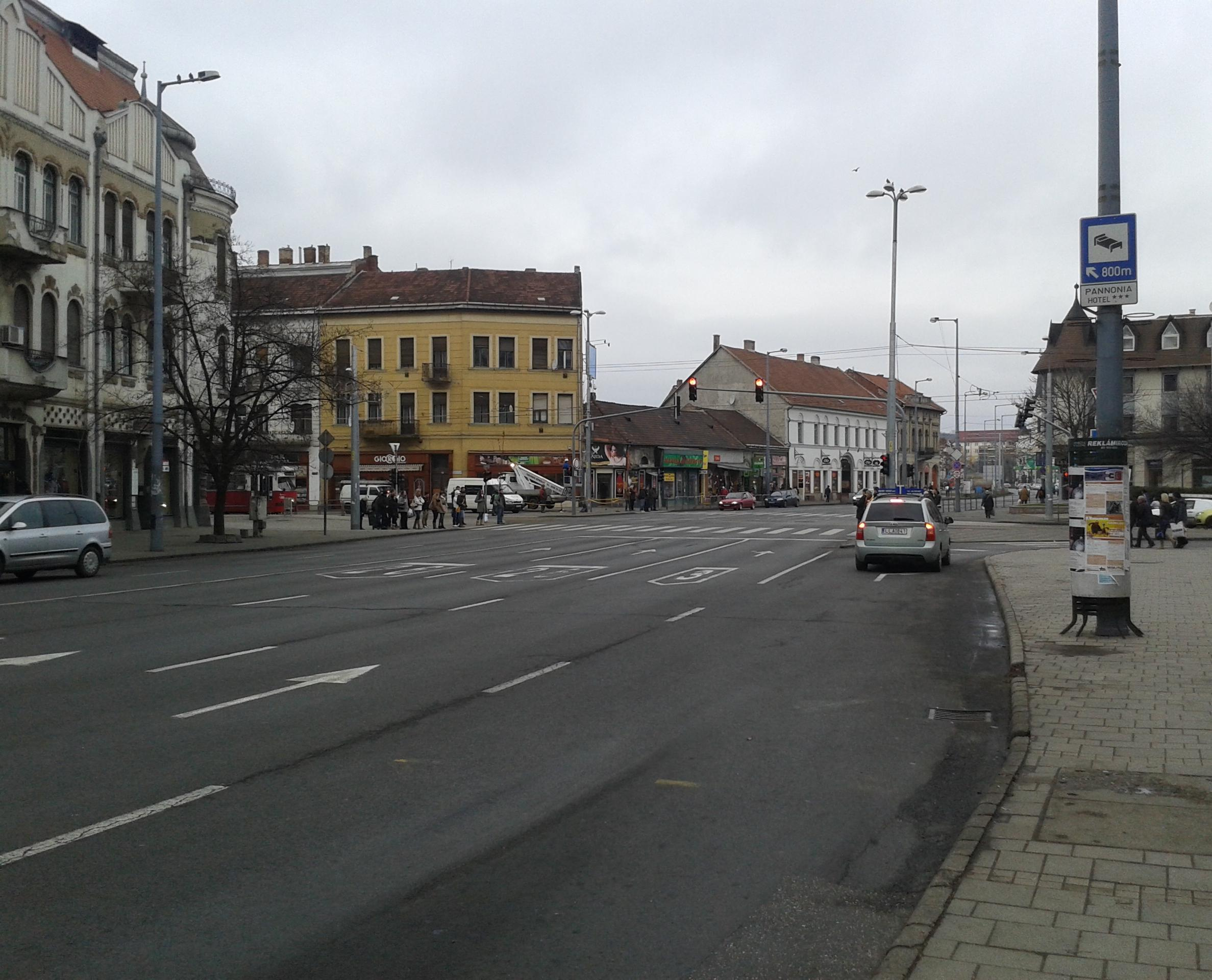
Az út Miskolc belvárosában

Az út hosszúságának eloszlása vármegyénként

## Az út az irodalomban
- A 3-as főút Aszód és Budapest közti szakasza a helyszíne Fehér Béla író Ismerős arc című novellájának.